# Alfa e ómega

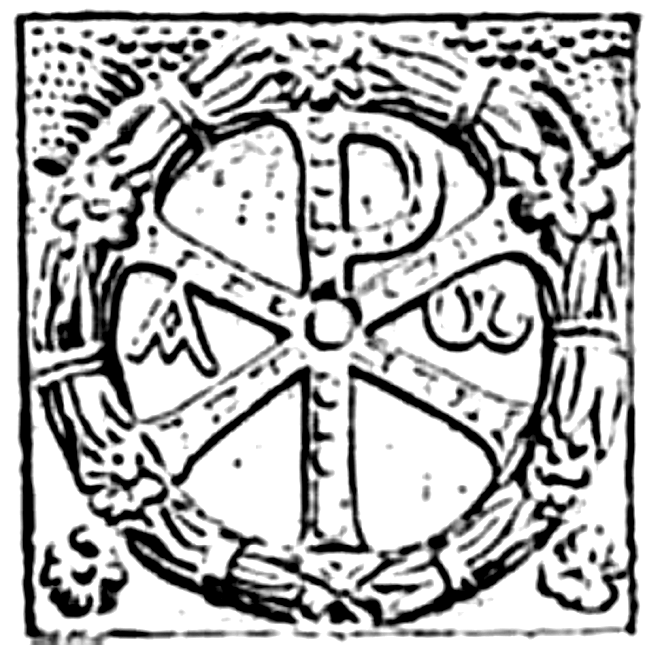
Labarum

Brasão do episcopado anglicano de Trinidad (Caraíbas)

Alfa e ômega são, respectivamente, a primeira e última letras do alfabeto grego clássico (jónico) (α e ω, dito como «το 'Αλφα και το Ωμέγα»).
A tradição cristã assimila frequentemente Deus ao alfa e ómega. Este conjunto simboliza a eternidade de Deus.
- está no começo de tudo, referência no primeiro capítulo do Evangelho de João;
- tudo acompanha até ao fim do mundo (ver a este propósito o Apocalipse do mesmo evangelista).

O jesuíta Pierre Teilhard de Chardin tomou esta metáfora na sua apresentação do ω como final da evolução humana, associado ao α da criação.

## Citações
- Isaías 44:6 - …Eu sou primeiro e o último, além de mim não há outro deus.
- Apocalipse 1:8 - Eu sou o Alfa e o Ómega, diz o Senhor Deus, o Todo-Poderoso, que é, que era e que há de vir.